# VELUX 5 OCEANS Race
VELUX 5 OCEANS er en kapsejlads for enmandsbåde, der sejles i etaper over hele verden hver fjerde år. Det nuværende navn stammer fra hovedsponsoren Velux, der har været sponsor ved de seneste to kapsejladser. 

## Overblik
Løbet var indledningsvist døbt The BOC Challenge efter den første sponsor BOC Gases, da det første gang blev sejlet i 1982. Oprindeligt var løbet inspireret a The Golden Globe Race, som var det første kapsejlads for enmandsbåde, som foregik over hele verden. Hvor The Golden Globe var et non-stop løb, var The BOC Challenge brudt op i etaper. Som den længste kapsejlads med enmandsbåde, er VELUX 5 Oceans anerkendt som en af sejlsportens ultimative udfordringer.
Løbet afholdes hver fjerde år. I 1990 blev løbet omdøbt til The Around Alone, som det hed indtil 2006, hvor det fik sit nuværende navn, VELUX 5 Oceans.

## VELUX 5 Oceans2010-11
2010 udgaven af løbet blev startet i La Rochelle i Frankrig den 17. oktober 2010, og blev sluttet i samme havn. Løbet havde stop i Cape Town (Sydafrika), Wellington (New Zealand), Punta del Este (Uruguay), and Charleston, South Carolina (USA). 
| Navn på skipper      | Nationalitet | Navn på båd          | Bådtype | Total Tid                                                             | Samlet placering | Samlet point |
| -------------------- | ------------ | -------------------- | ------- | --------------------------------------------------------------------- | ---------------- | ------------ |
| Brad Van Liew        | USA          | Le Pingouin          | Eco 60  | 118 dage 10 timer 17 min                                              | 1.               | 73           |
| Zbigniew Gutkowski   | POL          | Operon Racing        | Eco 60  | 140 dage 14 timer 37 min (including stopping in Brazil due to injury) | 2.               | 53           |
| Derek Hatfield       | CAN          | Active House         | Eco 60  | 130 dage 15 timer 42 min                                              | 3.               | 51           |
| Chris Stanmore-Major | GBR          | Spartan              | Eco 60  | 140 dage 4 timer 10 min                                               | 4.               | 48           |
| Christophe Bullens   | BEL          | Five Ocean of Smiles | Eco 60  | Udgik på Sprint 1                                                     |                  |              |